# Municipio de West Mahoning
El municipio de West Mahoning (en inglés: West Mahoning Township) es un municipio ubicado en el condado de Indiana en el estado estadounidense de Pensilvania. En el año 2000 tenía una población de 1.128 habitantes y una densidad poblacional de 14.8 personas por km².

## Geografía
El municipio de West Mahoning se encuentra ubicado en las coordenadas 40°53′00″N 79°07′00″O / 40.88333, -79.11667.

## Demografía
Según la Oficina del Censo en 2000 los ingresos medios por hogar en la localidad eran de $23,403 y los ingresos medios por familia eran de $24,554. Los hombres tenían unos ingresos medios de $22,396 frente a los $22,188 para las mujeres. La renta per cápita de la localidad era de $6,907. Alrededor del 37,7% de la población estaba por debajo del umbral de pobreza.